# Katoliška dežela Abruci-Molize
Katoliška dežela Abruci-Molize je skupno ime za škofije in nadškofije v istoimenski italijanski deželi Abruci-Molize (Regione Abbruzzo Molise). Obsega sledečih 11 škofij: Teramo, Pescara, Lanciano, Chieti, Termoli, Campobasso, Trivento, Isernia, Sulmona, Avezzano in L'Aquila.
Po podatkih zbornika Istituto Centrale per il sostentamento del clero 2006 živi na površini 15.472 km² skupno 1.544.232 vernikov v 1.074 župnijah.
Dežela Abruci-Molize je bila v starorimskih časih del Četrte italske dežele (IV Regio Italica) z imenom Regio Valeria. Krščanska vera je zelo zgodaj dosegla te kraje. Najprej  so jo sprejeli prebivalci visokih Apeninov, preko katerih je prišla iz Rima. Nova vera se je takoj močno ukoreninila med preprostim ljudstvom, ki je ni pozabilo ne po propadu cesarstva ne po barbarskih vdorih. Ohranila se je v samostanih in v cerkvah, ki so raztresene po ozemlju. Živo ljudsko verovanje je dalo povod za mnoge svetniške legende, pa tudi za praznovanja in procesije, predvsem pa za gradnjo mnogih svetišč.